# Onkel Otto (hr)

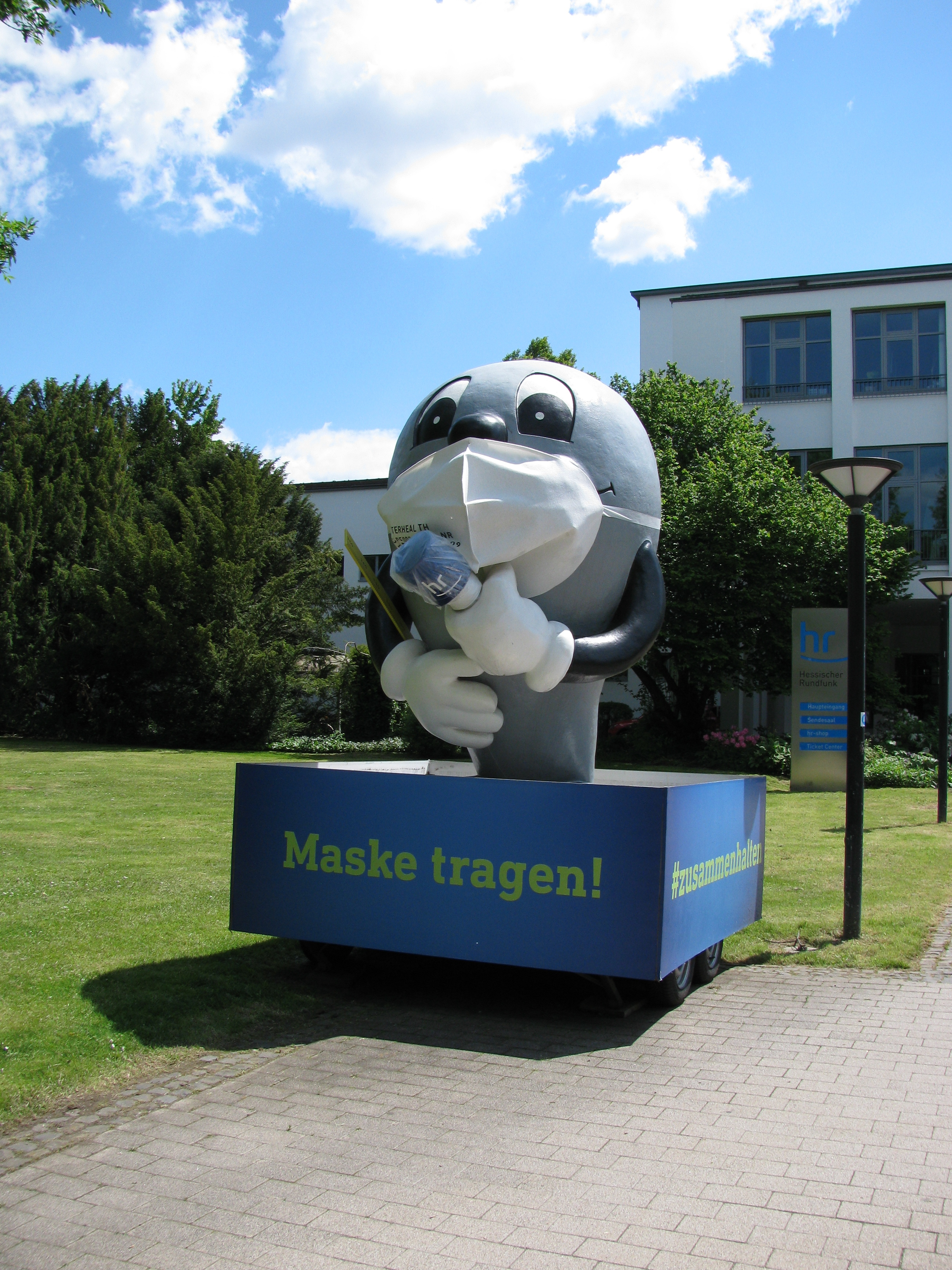
Onkel Otto mit Covid-19-Maske, Bertramstraße 8, Nordend, Frankfurt am Main (2021)

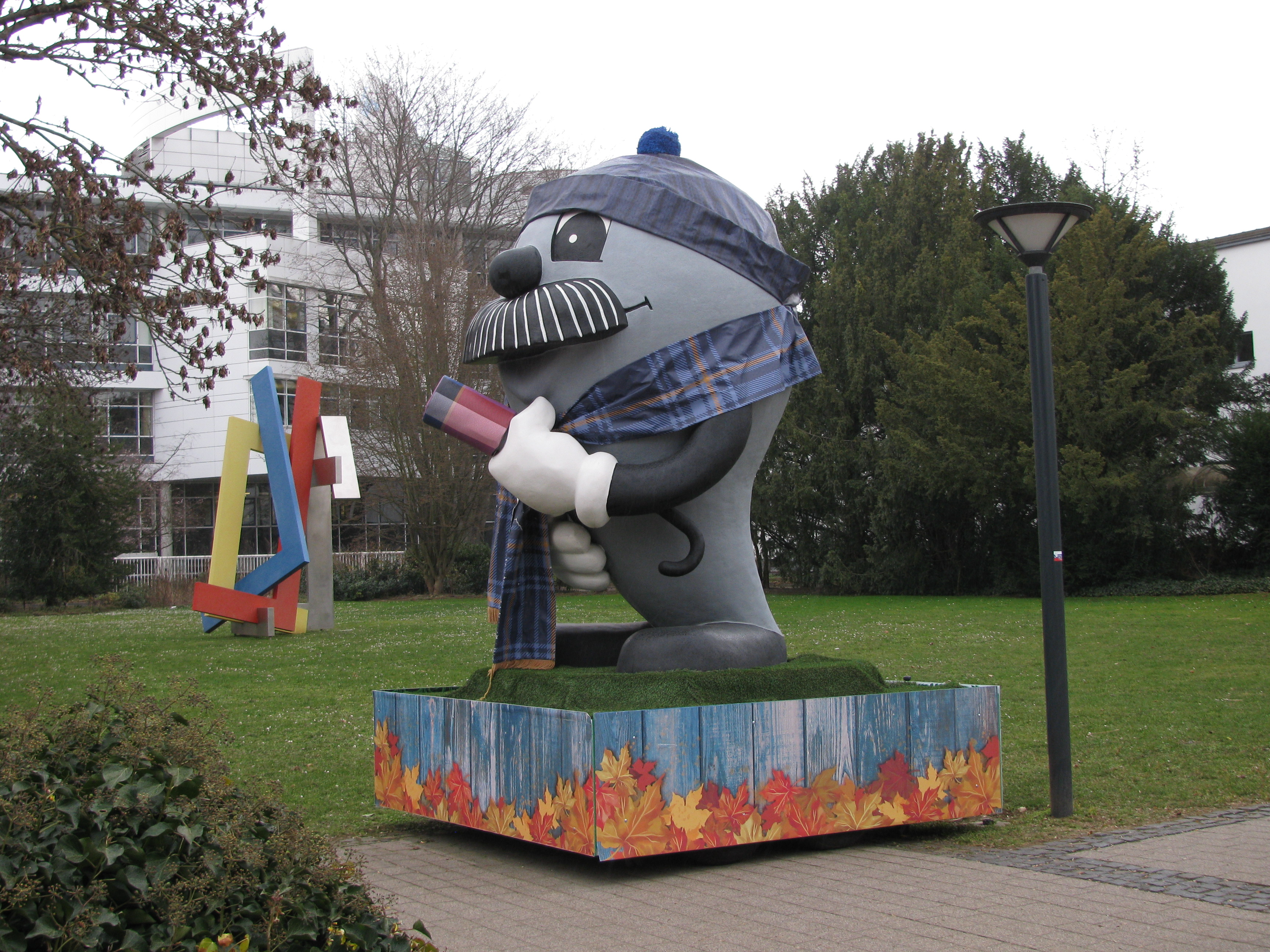
Onkel Otto mit Mütze und Schal

Onkel Otto ist seit 1958 das Maskottchen des Hessischen Rundfunks. Er kam im regionalen Vorabendprogramm des HR als Werbetrenner zwischen den einzelnen Werbespots zum Einsatz. Von 1985 bis 1992 wurde er ebenfalls in Hessen Drei als Opener und am Ende des Werbeblocks eingesetzt. Bis in die 2010er Jahre kam er gelegentlich noch in den Werbeblöcken von Das Erste vor, die über das hessische Regionalfenster (nur in Hessen via analogem Kabelfernsehen und DVB-T empfangbar) verbreitet wurden.
Die längeren Werbetrenner wurden musikalisch mit dem Stück Holiday Party von Roger Roger untermalt.

## Figur
Onkel Otto ist ein grauer Fern-Se(e/h)hund, der 1958 von Hans Fischerkoesen geschaffen wurde. Die Fernsehspots wurden danach von Heinz Tischmeyer gezeichnet.
Im Vertrag zwischen Fischerkoesen und dem hr zur Schaffung eines Maskottchens war 1958 nur die Rede von einem „Fernseh-Hund“. Die Bezeichnung Onkel Otto ist im hr-Archiv erstmals belegt aus einer Zeitungswerbung vom 16. April 1958. Laut Rolf Richter, dem damaligen hr-Werbechef, wurde das Maskottchen die ersten Wochen seines Einsatzes in der Fernsehwerbung noch ohne Namen gezeigt. Dann wurde das Publikum aufgefordert, einen Namen vorzuschlagen. Aus heute nicht mehr nachvollziehbaren Gründen sei dann von vielen Zuschauern die Bezeichnung Onkel Otto genannt worden.
In den Anfangsjahren bis zu Beginn der 1990er Jahre hatte das hr-Maskottchen eine Fernsehantenne in Form eines „H“ auf dem Kopf. In neueren Folgen war es die Buchstabenfolge „hr“. Später hatte die Figur schlicht eine Glatze.
Zum Hessentag 2018 wurde eine Onkel-Otto-Plastik in Michelstadt ausgesetzt und soll mit Hilfe von Zuschauern per Anhalter bis zum Beginn des Hessentages in Korbach angekommen sein.
Während der COVID-19-Pandemie wurde der Figur vor dem Funkhaus eine Mund-Nasen-Bedeckung aufgezogen.

## Adaptionen
Der Fanartikel-Laden des Hessischen Rundfunks hieß „Onkel-Otto-Shop“, wurde aber im August 2005 in „hr-shop“ umbenannt. Die mehr als 700 Zeichentrickfolgen sind nicht mehr auf DVD erhältlich, allerdings zahlreiche andere Onkel-Otto-Fanartikel.
1996 erschien beim Label Columbia die CD-Single Onkel Otto – Auf Wiedersehn. Die insgesamt fünf Songs auf der Single sind überwiegend der Musikrichtung Happy Hardcore zuzuordnen.